# 파주 덕은리 주거지와 지석묘군
파주 덕은리 주거지와 지석묘군(坡州 德隱里 住居址와 支石墓群)은 대한민국 경기도 파주시 월롱면 덕은리에 있는 청동시대의 주거지와 지석묘이다. 1966년 3월 22일 대한민국의 사적 제48호로 지정되었다.

## 개요
지석묘는 청동기시대 사람들이 만든 무덤으로 고인돌이라고도 하는데, 지상에 책상처럼 세운 탁자식(북방식)과 큰 돌을 조그만 받침돌로 고이거나 판석만을 놓은 바둑판식(남방식)이 있다.
경기도 파주 덕은리에서는 20여 기의 탁자식 고인돌과 선사시대 사람들이 살았던 터가 함께 발견되었다. 가장 큰 고인돌의 덮개돌 길이는 3.3ｍ, 너비 1.9ｍ로 조개날돌도끼(양인석부)와 숫돌 등이 나왔다. 그 아래에서는 선사시대 긴 네모꼴의 움집터가 나왔는데 깊이 40∼90cm, 길이 157cm, 너비 370cm에 이른다. 벽을 따라 작은 기둥 구멍이 있고, 화덕자리가 2개가 있다. 벽이 불에 탄 자국과 바닥의 재로 보아 집이 불에 타 무너진 것으로 보인다. 집안에서는 구멍무늬토기(공열토기), 간돌칼(마제석검), 돌도끼(석부), 가락바퀴를 비롯한 여러 유물들이 출토되었다. 긴 네모꼴 집터는 서울 역삼동, 파주 교하리 유적에서도 보이는 형태이다.
집터의 연대는 B·C 7세기경으로 보고 있는데, 이는 고인돌이 B·C 7세기 이후에 만들어졌다는 것을 알려준다.

## 참고 자료
- 파주 덕은리 주거지와 지석묘군 - 국가유산청 국가유산포털